# Púchov
Púchov es la capital del distrito de Púchov en la región de Trenčín, Eslovaquia, con una población estimada a final del año 2024 de 16 781 habitantes.
Se encuentra ubicada al noreste de la región, cerca del río Váh (cuenca hidrográfica del Danubio) y de la frontera con la República Checa y la región de Žilina.

## Demografía
| Año        | 1994   | 2004    | 2014    | 2024    |
| ---------- | ------ | ------- | ------- | ------- |
| Población  | 18 913 | 18 675  | 18 036  | 16 781  |
| Diferencia |        | −1,25 % | −3,42 % | −6,95 % |

| Año        | 2023   | 2024    |
| ---------- | ------ | ------- |
| Población  | 16 922 | 16 781  |
| Diferencia |        | −0,83 % |